# Histoire pittoresque, dramatique et caricaturale de la sainte Russie
Histoire pittoresque, dramatique et caricaturale de la sainte Russie est un ouvrage illustré de nombreuses gravures sur bois de Gustave Doré et publié en 1854. Inspirée de la « littérature en estampes » de Rodolphe Töpffer, cette œuvre multipliant les innovations est aujourd'hui considérée comme une des premières bandes dessinées françaises après celles de Cham.
La version publiée par les Éditions 2024 en 2014, Histoire de la Sainte-Russie, dont le graphisme est réalisé par Benjamin Adam, fait partie de la « Sélection Patrimoine » du Festival d'Angoulême 2015.

## Éditions

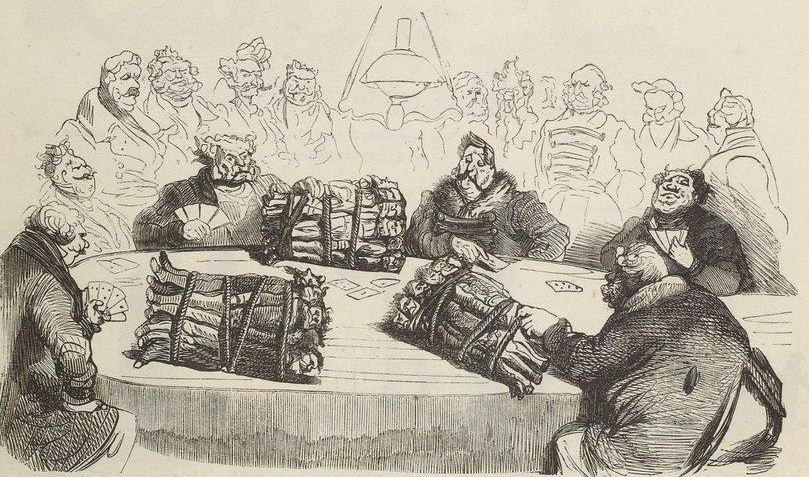
Dessin sur le thème servage en Russie, extrait de l’Histoire pittoresque, dramatique et caricaturale de la sainte Russie.

- Gustave Doré et Noël Eugène Sotain, Histoire pittoresque, dramatique et caricaturale de la sainte Russie : d'après les chroniqueurs et historiens Nestor, Nikan, Sylvestre, Karamsin, Ségur, etc., Paris, J. Bry aîné, 1854, 207 p. (OCLC 8443651, lire en ligne)
- Les Russes (ou histoire dramatique, pittoresque et caricaturale de la Sainte Russie), Henri Veyrier, 1974 – avec une suite dessinée par Alain Meylan
- Histoire de la Sainte Russie, Éditions de l'unicorne, 1991.
- Histoire de la Sainte Russie, Hermann, 1996.
- Histoire de la Sainte Russie, Éditions 2024, 2014.

Éditions en langue étrangère
- (it) Storia della Santa Russia, Eris Edizioni, 2018[2]

## Annexe